# Astrio
Astrio is een plaats (frazione) in de Italiaanse gemeente Breno.